# 護衛犬

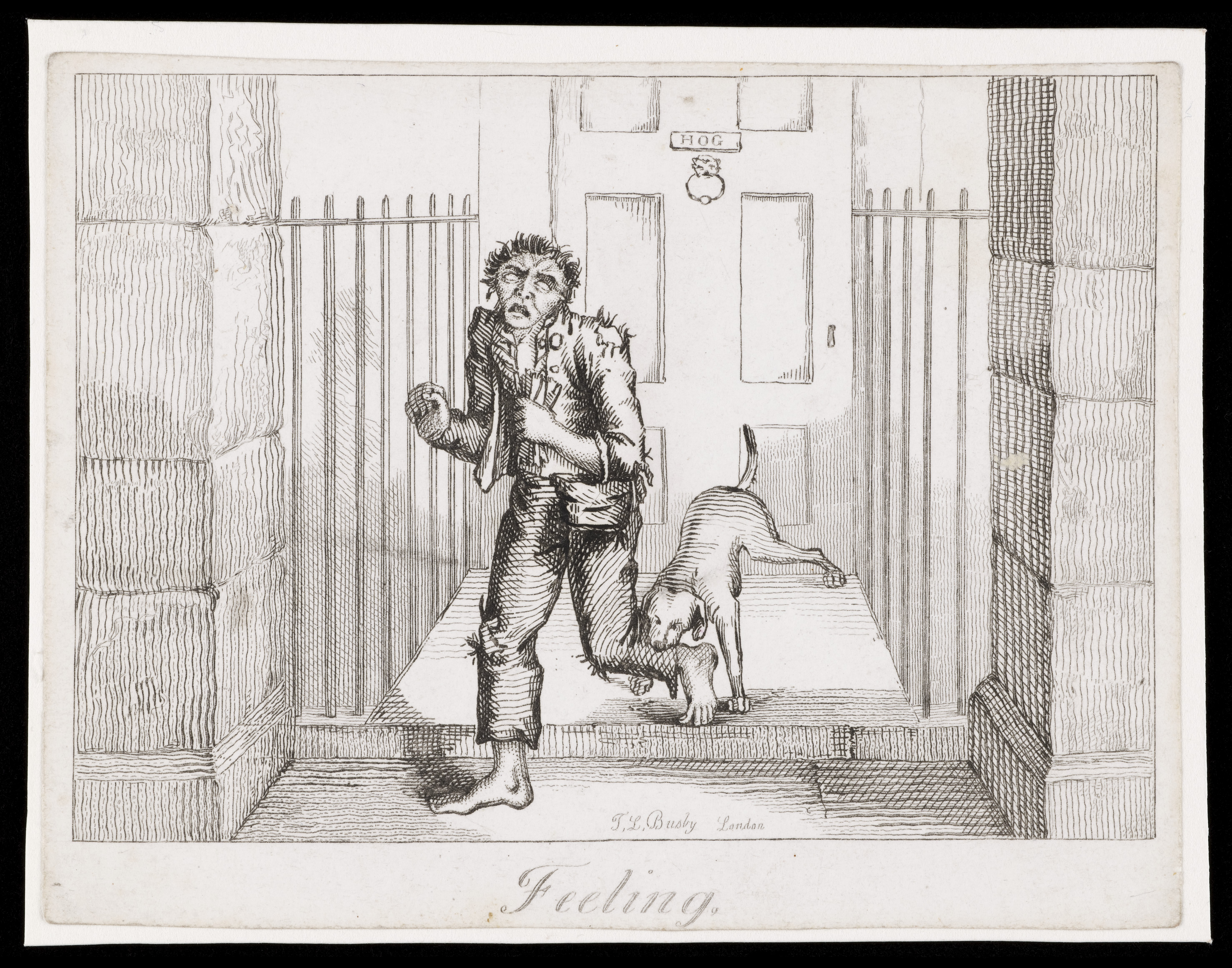
看門狗咬人的畫，Thomas Lord Busby所作的蝕刻畫

看門狗（watchdog）或護衛犬（guard dog）是用來守衛或保安的狗，護衛犬會看守住家或是其他重要地點，避免未預期人員或動物的接近。
若有陌生人員或動物接近時，看門狗會大聲吠叫做為警告，若是護衛犬，甚至會攻擊（追趕以及咬）陌生的動物或人員。護衛犬會認人，因此不會攻擊住家中的人，或是熟識的人。

## 歷史
看門狗及護衛犬是早期人類最親近的動物。人類和護衛犬的歷史可以追溯到最早期的護衛犬。

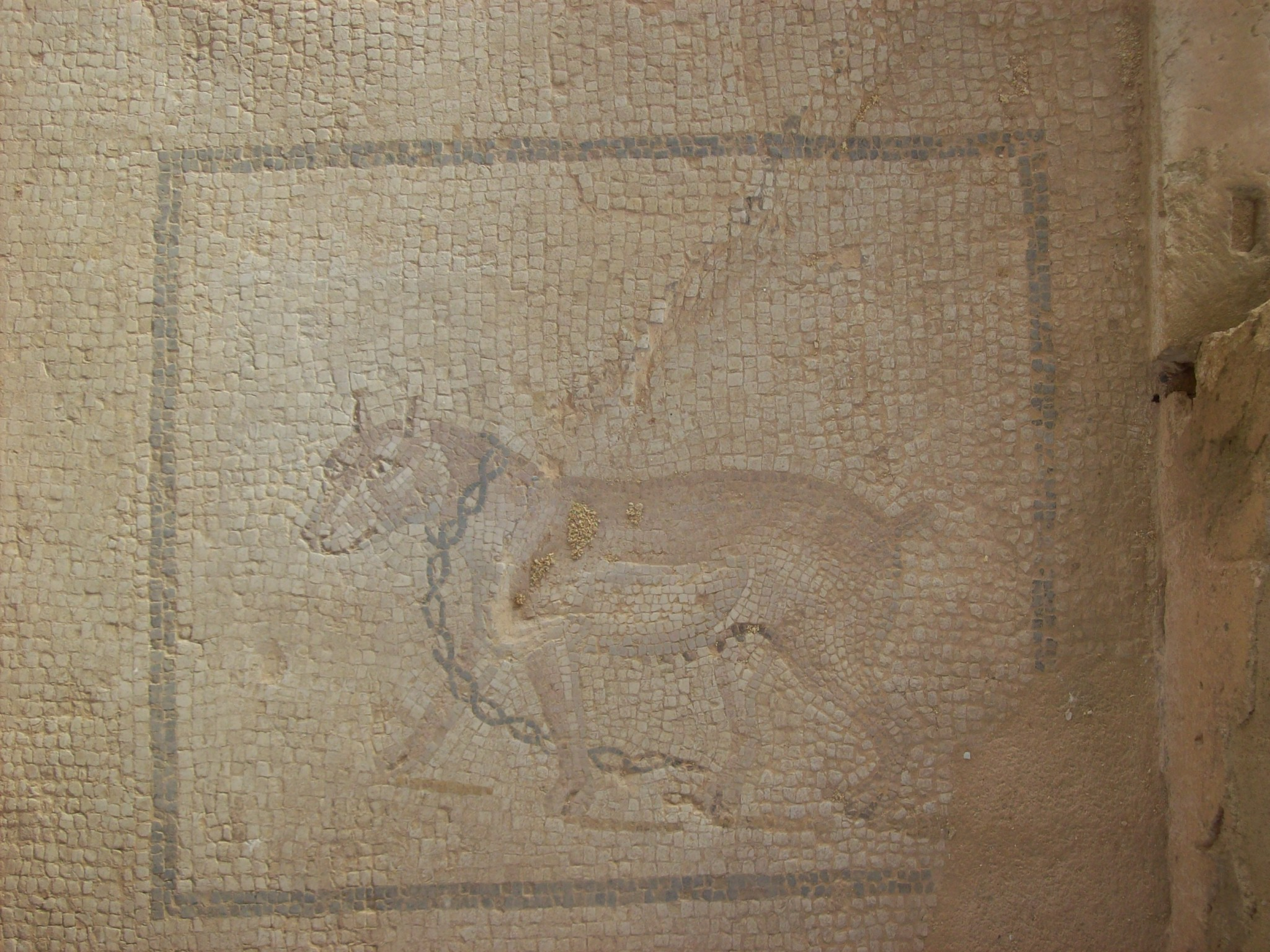
羅馬的馬賽克，內容是有長鏈的狗（有剪耳及断尾），在西西里岛]馬爾薩拉的Lilybaeum考古園區

自古以來人類就會用狗來守衛。羅馬人會在住家門口放上馬賽克（Cave canem mosaics），警告訪客及入侵者在住處內有兇猛的狗。
第一種用來作為護衛犬的狗品種是原始的馬斯提犬，稱為牲畜護衛犬，其功用是保護飼養的牲畜，不會受到狼、棕熊或豹等大型猛獸的攻擊。在希腊神话中，雙頭犬就是護衛革律翁的紅牛的護衛犬。
有些古代較靠近城鎮處的護衛犬（以往可能會飼養Bandog），白天用鏈子栓住，晚上解開鏈子讓狗可以自由活動，以保護村莊及財產。
許多的房東不歡近在其房客在其租屋內飼養可做為護衛犬或是大型巡獵犬的品種。

## 吠叫

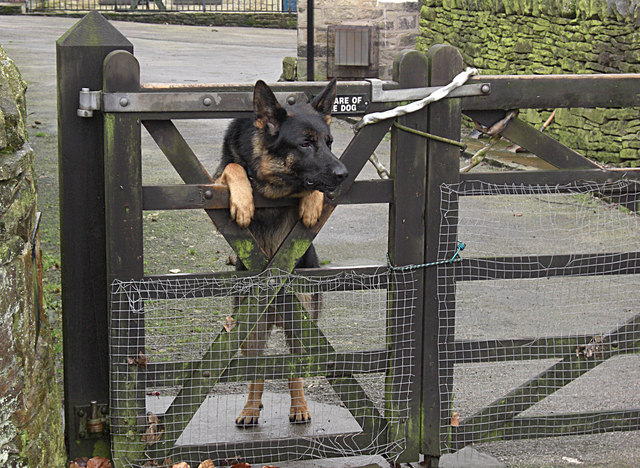
正在守衛的德國牧羊犬

不論是護衛犬或是看門狗，在發現入侵者時都會大聲吠叫以提醒主人，並且警告入侵者離開。看門狗只要達到上述作用即可，不過若是護衛犬，還要可以攻擊入侵者及限制其活動。
牲畜護衛犬一般會是大狗（約45至90公斤），而且要夠強壯，才能驅離入侵的野獸。有些較小品種的狗（例如凱斯犬或西藏㹴）是傑出的看門狗，可以高聲吠叫以提醒主人，但其體型較小。不太適合攻擊入侵者。護衛犬也會吠叫提醒主人，並且在攻擊入侵者之前先警告入侵者。接著護衛犬就不再吠叫，會進行攻擊。像是坎加爾之類的牲畜護衛犬會用高聲吠叫作為第一線的防線，若無法嚇阻入侵的人或是動物，接下來會有其他的行動，可能是嚇唬，也可能是攻擊。若是牲畜護衛犬，一般會訓練成在所有其他防禦方式都無效時，才用攻擊性的作法（像是咬攻擊者）。
以下的品種適合作看門狗：
- 杜賓犬
- 德國牧羊犬
- 德國施皮茨（英语：German Spitz）（包括凱斯犬（英语：Keeshond））
- 迷你雪納瑞
- 蘇格蘭㹴
- 西高地白㹴

Presa canario犬的護衛犬訓練

若危險是來自人類的入侵者，可以訓練適合的狗，在遇到不認識的人時要具有攻擊性，然後在主人不在（例如晚上）時護衛特定區域。若護衛犬的目的是要在晚上防止人類的侵入，在黑暗房子中的深色大狗會比警報器更加有效。
有人認為母狗因為其母性本能，在人員護衛的效果要比公狗要好，而公狗的地域性強，在護衛區域或財產的效果比較好。一般來說是這樣沒錯，但每一個狗都有不同之處，無法一概而論。在避免狼的攻擊時，大隻的公狗比較可以抵抗公狼的攻擊。
雖然不同品種的狗有些護衛功能的先天優勢，不過訓練都還是必要的。

## 品種
許多目前傑出的護衛犬種，一開始是通用的農場犬，後來漸漸的養育成護衛犬種。像是杜賓犬及巴西杜哥犬一開始就是為了護衛而培養的犬種。
許多護衛犬品種中都有較多數Molosser或mastiff的DNA。這可以由270種純種犬的DNA研究所證實。研究中提到有十三種狗的品種已經滅絕，之後又培育了mastiff品種的狗。不過護衛犬不只有mastiffs而已，其他品種的狗，例如牧羊犬、狐狸犬、牧牛犬、及捕獵犬是多功能的犬種，可以作為護衛犬，或是攻擊犬、人身保護犬、警犬、運動犬（例如參加護衛犬賽）等。
護衛犬一般會有地域性，不喜歡陌生人，具主導性，對其家人保護並且忠實。巴西菲勒獒犬就是很好的例子，以對於家中的賓客及陌生人的不寬容而著名。其他兇猛的護衛犬包括Ovtcharka，或是其他的農場犬（例如Boerboel）。
有些優秀的護衛犬種，可能會有針對牠們的法律，在一些社區（甚至全國）禁止飼養。像英國就一度禁養比特鬥牛㹴、日本土佐犬、阿根廷杜告犬及巴西菲勒獒犬，但後來的法令規定是以狗的行為為準，不再以狗的品種為準。

## 法律
有關護衛犬所有權及使用的法律會隨著國家而不同。英國有關在商業場所使用護衛犬使用的法律主要是在1975 Guard Dogs Act，此法令要求要有狗舍，並且在入口處需要有警告標示。